# Miki Matsubara
Miki Matsubara (jap. 松原 みき) (Kishiwada, Osaka, 28. studenoga 1959. – Sakai, Osaka, 7. listopada 2004.) bila je japanska pjevačica i skladateljica.

## Rani život
Miki Matsubara rođena je 28. studenoga 1959. u Kishiwadi u Japanu, te je odrasla u Sakaiju gdje je i provela svoje djetinjstvo.
Živjela je s majkom i ocem te s mlađom sestrom. Otac je bio član uprave bolnice, a njezina majka bila je jazz pjevačica koja je pjevala u japanskom jazz sastavu i bendu Crazy Cats. Miki Matsubara naučila je svirati klavir u dobi od 3 godine te se je kasnije počela zanimati za jazz. Kao dijete pohađala je osnovnu školu "Hiraoka" u Sakaiju, a godine 1972. upisala se u srednju školu "Poole Gakuin Junior High School". Otprilike u to vrijeme Matsubaru je počela zanimati rock glazba te se pridružila rock sastavu "Kurei". Redovito svirala na klavijaturama kao članica sastava "Yoshinoya Band". Svirali bi razne pjesme u klubu "Takutaku" u Kyotu.
Miki Matsubara je bila odlična učenica te su mnogi od nje očekivali da će upisati fakultet, no ona je odlučila započeti karijeru pjevačice. Godine 1977., dok je još bila u srednjoj školi, Matsubara je otputovala u glavni grad Japana Tokyo, i to sama u dobi od 17 godina da prvi put nastupa kao pjevačica. Japanski pijanist Yuzuru Sera vidio ju je kako nastupa u regiji Kantō, kao primjerice u glazbenoj dvorani "Birdland" u okrugu Roppongi u Tokiju.

## Karijera
Miki Matsubara započela je glazbenu karijeru godine 1979. te je dan danas poznata po pjesmama poput "Mayonaka no Door (真夜中のドア)/Stay With Me" koja je postala hit i mnogi su je drugi autori obradili. Pjesma "Stay With Me" završila je na 28. mjestu na Oriconovoj ljestvici te je prodana u 104,000 primjeraka (Oricon) te 300,000 primjeraka (Pony Canyon). Neke od njezinih ostalih poznatih pjesama su "Neat na gogo san-ji (ニートな午後3時)" i "The Winner". Nakon izlaska pjesme "Neat na gogo san-ji" Miki Matsubara dostiže vrhunac popularnosti. Dobivala je ponude mnogih da nastupa na koncertima, festivalima, itd. Pjesma se čak pojavila na reklami poznate japanske tvrtke za osobnu higijenu Shiseido, samo dvije godine nakon njezina izlaska.
Miki Matsubara je tijekom glazbene karijere osvojila mnogo nagrada i tijekom svoje karijere osnovala je bend "Dr. Woo". Također je ugovarala međunarodne nastupe s jazz fuzijskom skupinom Dr. Strut u Los Angelesu kao prateći bend u snimanjima albuma "Cupid" i "Myself", te Tokiju i Osaki (dvoranski koncerti). Kasnije su objavili obrađeni jazz album pod nazivom "Blue Eyes". U tom albumu su poznate jazz pjesme koje je Matsubara obradila poput "Love for sale". Također je obradila soft rock pjesmu "You've Got A Friend" koju je napisala Carole King.
Tijekom glazbene karijere objavila je 8 singlova i 12 albuma. Glazbena joj je karijera doživjela vrhunac u Japanu, no postala je poznata i izvan Japana kao pjevačica u raznim anime filmovima. Nezine su se pjesme pojavile i na početku i kraju anime filmova poput "Dirty Pair: Project Eden". Žanr city pop nedavno je opet postao popularan širom svijeta te je ta popularnost zahvatila i pjesme Miki Matsubare. Dok je pjevala za anime Gu Gu Ganmo, nastupala je pod pseudonimom Suzie Matsubara (スージー・松原). Njezina pjesma "The Winner" je korištena za uvodnu špicu animea Mobile Suit Gundam 0083: Stardust Memory.
Od 1990-ih Miki Matsubara pisala je i pjevala pjesme za anime i razne reklame. Pjesme za anime koje je Matsubara skladala postale su poznate, pogotovo one koje se pojavljuju u anime seriji Gundam. Također je skladala pjesme za mnoge pjevače, uključujući i Hitomi Mieno, te je pisala i za pjevačicu i glumicu Mariko Koudu. Pjesma "Ame no chi special (雨のちスペシャル)", koju je Matsubara skladala za Koudu pojavila se u petominutnoj televizijskoj i radijskoj emisiji Minna no Uta kao glazbeni spot 1997., koji je privukao veliku pozornost. Pjesma se prikazivala do 2004. godine.

## Osobni život
O osobnom životu Miki Matsubare malo je toga poznato. Udala se za Masakija Honju, pratećeg bubnjara koji je nastupao u njezinom sastavu.

## Bolest i smrt
Miki Matsubara je godine 2000. poslala iznenadni e-mail svojim bližnjima, uključujući i članove spomenutoga sastava "Dr. Woo" i njezinoj izdavačkoj kući da neće moći nastaviti svoju glazbenu karijeru te da neće odgovarati na njihove telefonske pozive ili elektroničke pošte. Naposljetku je obustavila sve glazbene aktivnosti i povukla se iz javnog života. Godine 2001. otkriveno je da je obustavila glazbenu karijeru zato što joj je dijagnosticiran rak.
Dana 7. listopada 2004. Miki Matsubara preminula je od posljedica raka vrata maternice. Vijest o njezinoj smrti izašla je tek dva mjeseca kasnije.

## Nasljeđe
Nakon "oživljenja" žanra city pop, pjesma Miki Matsubare "Stay with me (Mayonaka no door - 真夜中のドア)" privukla je pozornost u zapadnome svijetu i ostalim državama u Aziji, pogotovo u Južnoj Koreji. Pjesma je postala popularna i među mlađim generacijama. Na aplikaciji TikTok pjesma se pojavila u preko 200 tisuća videozapisa i imala je milijune pregleda.

## Diskografija

### Studijski albumi
| God.  | Naziv albuma                     | Kuća    |
| ----- | -------------------------------- | ------- |
| 1980. | Pocket Park                      | See･Saw |
| 1980. | Who Are You?                     | See･Saw |
| 1981. | Cupid                            | See･Saw |
| 1982. | Myself                           | See･Saw |
| 1982. | 彩                               | See･Saw |
| 1983. | Revue                            | See･Saw |
| 1984. | Blue Eyes (obrađeni album)       | See･Saw |
| 1984. | Cool Cut                         | See･Saw |
| 1985. | Lady Bounce                      | See･Saw |
| 1987. | Dirty Pair (Original Soundtrack) | Victor  |
| 1988. | WINK                             | Victor  |

### Kompilacije
| God.  | Naziv albuma     | Kuća        |
| ----- | ---------------- | ----------- |
| 1983. | Paradise Beach   | See･Saw     |
| 1986. | Super Best       | Pony        |
| 2002. | Best             | Pony Canyon |
| 2011. | Golden☆Best      | Pony Canyon |
| 2013. | The Premium Best | Pony Canyon |
| 2014. | Light Mellow     | Pony Canyon |
| 2017. | Platinum Best    | Pony Canyon |

### Singlovi
| God.  | Naziv singla                           | Kuća    |
| ----- | -------------------------------------- | ------- |
| 1979. | "真夜中のドア～Stay With Me"           | See･Saw |
| 1979. | "愛はエネルギー"                       | See･Saw |
| 1980. | "ハロー・トゥデイ～Hello Today"        | See･Saw |
| 1980. | "あいつのブラウンシューズ"             | See･Saw |
| 1981. | "ニートな午後3時"                      | See･Saw |
| 1981. | "倖せにボンソワール"                   | See･Saw |
| 1982. | "予言"                                 | See･Saw |
| 1983. | "パラダイス ビーチ (ソフィーのテーマ)" | See･Saw |
| 1984. | "Knock, Knock, My Heart"               | See･Saw |
| 1985. | "恋するセゾン ～色恋来い～"            | See･Saw |
| 1987. | "サファリ アイズ"                      | Victor  |
| 1988. | "In The Room"                          | Victor  |